# Maas-Niederrheinpad

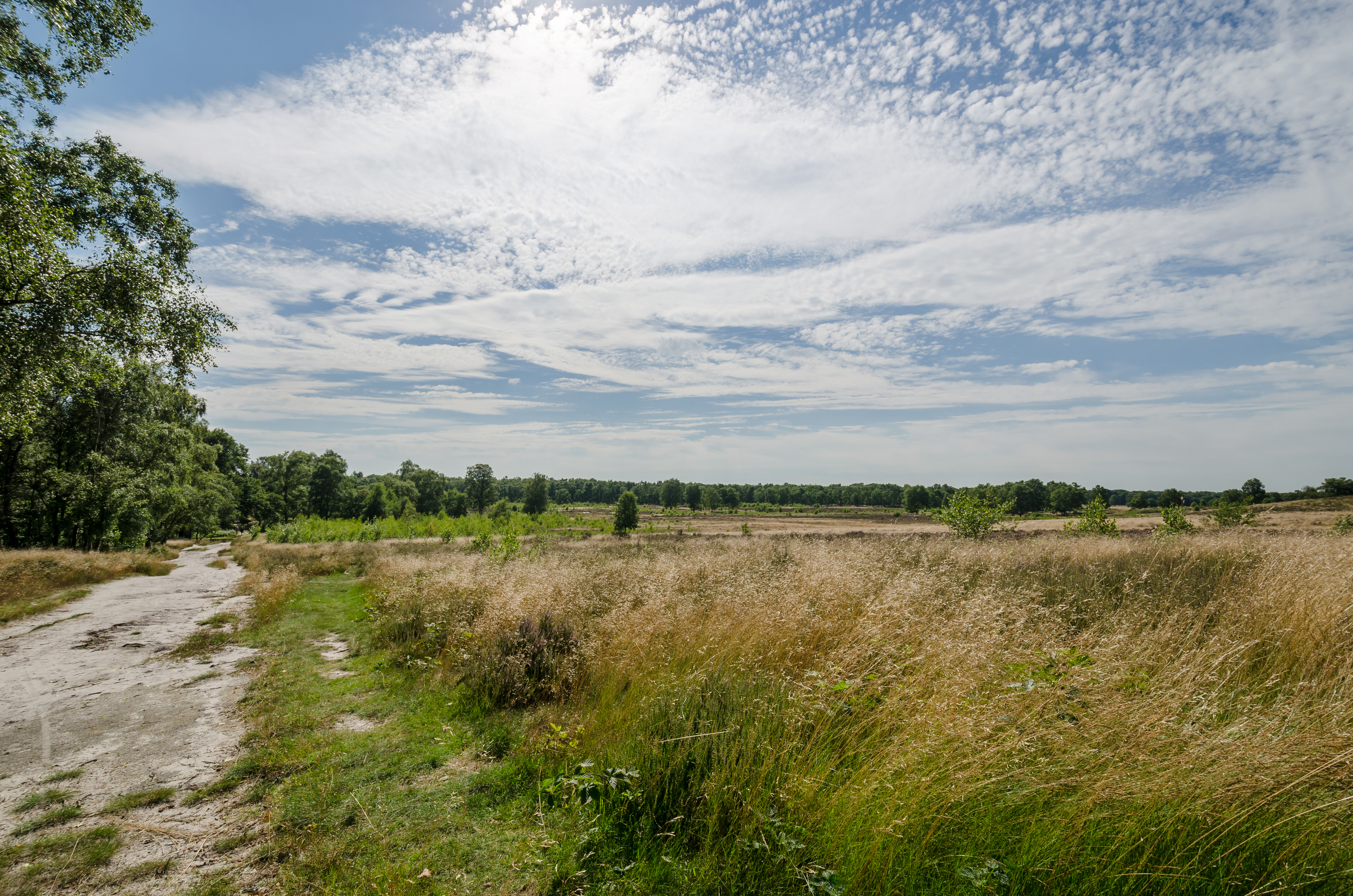
Nationaal Park De Maasduinen

Het Maas-Niederrheinpad (SP 10) is een streekpad rond de Nederlands-Duitse grens in Noord- en Midden-Limburg. Het is de opvolger van het Maas-Swalm-Nettepad dat is aangevuld met het Maasduinen-Nierspad en heeft het streekpadnummer 10 overgenomen. De startplaats is Venlo, de noordelijkste plaats is Molenhoek en de zuidelijkste is Wassenberg. De lengte van het pad is 342 km, waarvan 151 km in Duitsland en van de verbindingsroutes samen 50,7 km. De gehele route is met de geel-rode streekpadmarkering in het veld aangegeven. De route is per trein bereikbaar met stations te Mook, Venlo, Roermond, Geldern (D), Kevelaer (D) en Weeze (D).
De hoofdroute van het Maas-Niederreinpad heeft een langgerekte ovaalvorm en op vier plaatsen zijn verbindingsroutes gemaakt van de Nederlandse naar de Duitse kant en omgekeerd.
In de wandelgids, die door het Nivon wordt uitgegeven, is de route in zeven delen beschreven:
- Maasduinen, Venlo - Plasmolen, kaart 1 - 15, 88,9 km.
- Niers en Reichswald, Plasmolen - Wachtendonk, kaart 16 - 31, 86,8 km.
- Nettedal, Wachtendonk - Heidweiher, kaart 32 - 37, 34 km.
- Swalmdal, Heidweiher - Myhl, kaart 38 - 43, 32,9 km.
- Meinweg, Myhl - Herkenbosch, kaart 44 - 47, 26,5 km.
- Maasplassen, Herkenbosch - Beesel, kaart 48 - 56, 52,7 km.
- Maascorridor, Beesel - Venlo, kaart 57 - 60, 19,9 km.

De vier verbindingsroutes zijn:
- Verbindingsroute A: Bergen - Goch, kaart A1 - A2, 10,2 km.
- Verbindingsroute B: Well - Geldern, kaart B1 - B3, 16,5 km.
- Verbindingsroute C: Venlo - Krickenbeck, kaart C1, 6,1 km.
- Verbindingsroute D: Swalmen - Brüggen, kaart D1 - D3, 17,9 km.

De delen Swalmen - Herkenbosch en Brüggen - Herkenbosch van het Maas-Swalm-Nettepad zijn daarmee komen te vervallen. De laatste route blijft als pad behouden in de NS-wandeling Meinweg.
Het Nivon geeft, in samenwerking met Het Limburgs Landschap en het Duits-Nederlandse Grenspark Maas-Swalm-Nette, tevens een Duitse gids van het pad uit. De Duitse naam van het pad is Maas-Niederrheinpfad.